# Protozoaire
Protozoa
Ce taxon est aujourd'hui obsolète.
Règne
En biologie, le terme protozoaire (Protozoa), du grec πρῶτος / prôtos (« premier ») et zôon / ζῷον (« animal »), désigne les protistes (eucaryotes généralement unicellulaires et sans tissus spécialisés) hétérotrophes mobiles qui ingèrent leur nourriture par phagocytose, contrairement à d'autres protistes.
Les protozoaires sont de petits organismes, approchant le millimètre pour les plus gros, qui existent sous forme de cellules solitaires ou de colonies de cellules. Ils ne développent pas les structures tridimensionnelles différenciées caractéristiques de la multicellularité complexe. Sous forme de colonies, certains protozoaires peuvent néanmoins former des superorganismes (par exemple Dictyostelium discoideum) qui présentent des niveaux élevés de spécialisation cellulaire et frôlent la multicellularité.
Ils vivent exclusivement dans l'eau ou dans les sols humides ou à l'intérieur d'un organisme (dans le mucus pulmonaire, l'intestin, la panse de certains animaux, etc.).
Ils sont connus pour être responsables de nombreuses maladies telles que le paludisme et certaines dysenteries, telle l'amœbose.
Le groupe des protozoaires est paraphylétique, il ne constitue donc plus un taxon valide dans les classifications cladistes, mais reste un règne reconnu dans les classifications évolutionnistes : les lignées de bicontes ayant perdu la photosynthèse sont exclues de ce groupe (leur inclusion rendrait le groupe polyphylétique) et sont plutôt incluses dans les chromistes.
Il y a des formes libres et d'autres parasites. Parmi les formes libres on compte des amibes comme Amoeba proteus et des paramécies comme Paramecium caudatum (en). Les trypanosomes sont des formes parasites.

## Description
Les protozoaires sont des organismes qui forment un groupe paraphylétique, ils possèdent une cellule eucaryote (c'est-à-dire possédant un vrai noyau, contrairement aux bactéries, dites procaryotes), très différenciée qui remplit de nombreuses fonctions nécessaires à la vie. Ils comportent originellement des cils (aussi appelés flagelles), aujourd'hui perdus dans certains groupes, et des mitochondries (parfois remplacées par des hydrogénosomes ou des mitosomes). Certains ont développé d'autres organites comme des vacuoles pulsatiles, ou en ont acquis par endosymbiose comme les chloroplastes trimembranés des euglènes. Les protozoaires se différencient donc plus ou moins fortement des cellules constituantes des tissus des métazoaires.
Ils ont conquis et se sont adaptés à tous les milieux de vie, et certains sont des parasites qui peuvent être dangereux. Leur reproduction sexuée ou asexuée est très complexe. Le mode de nutrition des protozoaires se fait par ingestion (phagocytose ou via un cytopharynx). Les protozoaires sont souvent hétérotrophes, c'est-à-dire qu'ils puisent leur source de carbone en provenance des différents composés organiques.

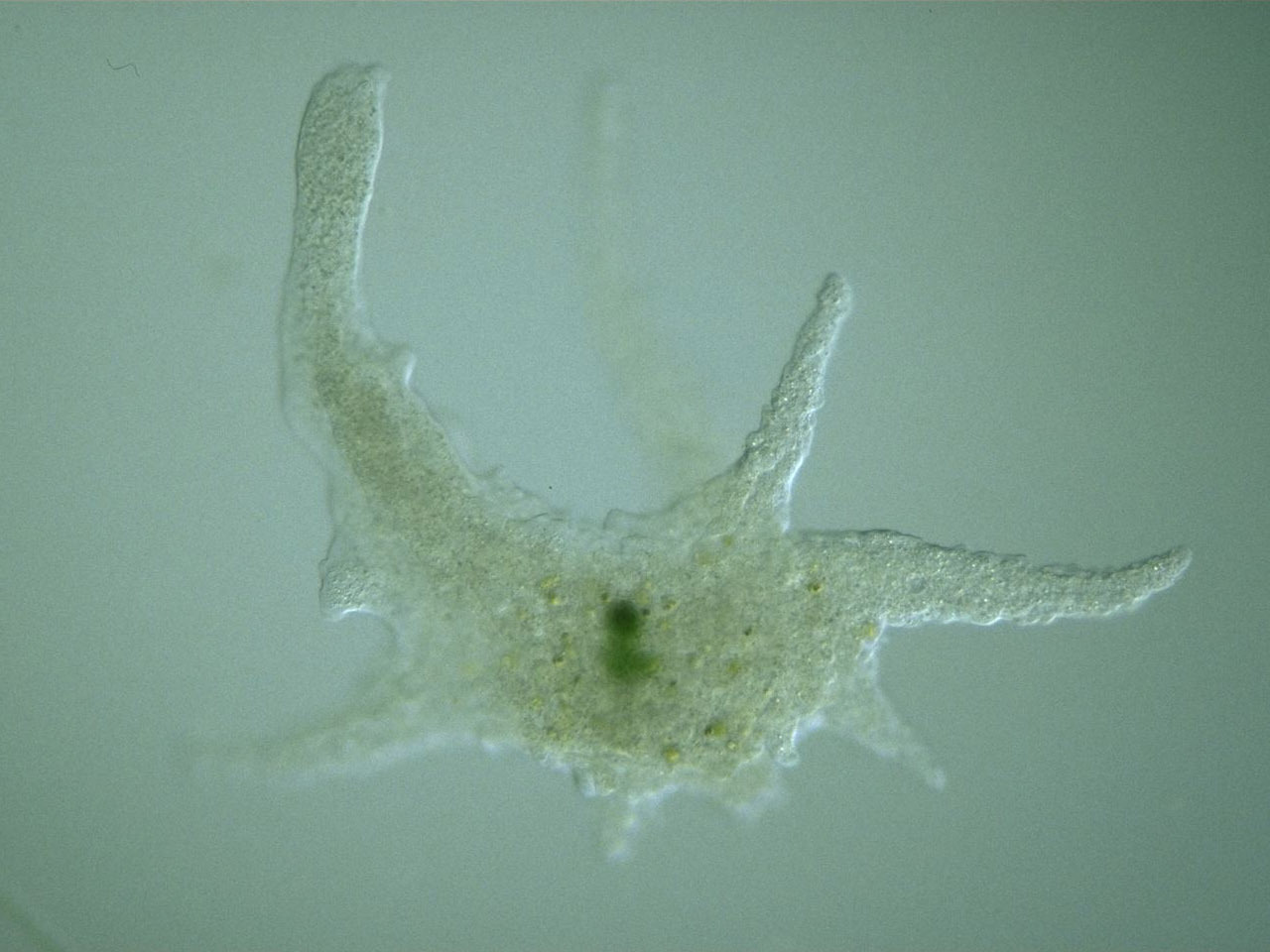
Chaos carolinense (Amoebozoa), amibe géante.
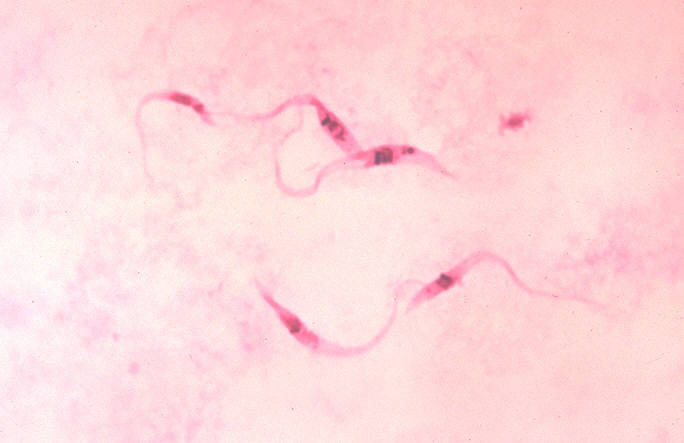
Trypanosoma cruzi (Euglenozoa, Kinetoplastida), Trypanosome responsable de la maladie de Chagas.
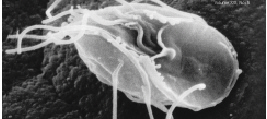
Giardia intestinalis (Excavata, Metamonada), parasite intestinal.

## Classification

### Classifications taxonomiques récentes (Liste des embranchements)
Selon AlgaeBase (2 septembre 2022) :
- Amoebozoa
- Choanozoa Cavalier-Smith, 1981
- Euglenozoa Cavalier-Smith, 1981
- Loukozoa Cavalier-Smith, 1999
- Metamonada (Grassé) Cavalier-Smith, 1981
- Percolozoa
- Sulcozoa

Selon Catalogue of Life (20 juin 2020) :
- Amoebozoa
- Calcitarcha
- Choanozoa
- Euglenozoa
- Loukozoa
- Metamonada
- Microsporidia
- Mycetozoa
- Sarcomastigophora
- Sulcozoa

Selon World Register of Marine Species (28 févr. 2013) :
- sous-règne des Eozoa
  - Euglenozoa
  - Loukozoa
  - Metamonada
  - Percolozoa
- sous-règne des Sarcomastigota
  - Amoebozoa
  - Apusozoa
  - Choanozoa

### Classification évolutionniste moderne
Selon Aubert (2017) :
- imperium Eukaryota
  - regnum Protozoa (paraphylétique)
    - subregnum Eozoa (paraphylétique)
      - infraregnum Euglenozoa
        - phylum Euglenozoa

      - infraregnum Excavata (paraphylétique)
        - phylum Percolozoa
        - phylum Loukozoa (paraphylétique)

    - subregnum Neozoa (paraphylétique)
      - phylum Neolouka
      - phylum Metamonada
      - superphylum Sarcomastigota (paraphylétique)
        - phylum Amoebozoa
        - phylum Sulcozoa
        - phylum Choanozoa (paraphylétique)
        - phylum Microsporidia

### Classification classique
Dans certaines classifications classiques où les protozoaires formaient un embranchement du règne animal, on distinguait cinq sous-embranchements, :
- les actinopodes[9] qui émettent de fins pseudopodes rayonnants. Ils comprennent :
  - les acanthaires, qui sont des protozoaires marins et planctogéniques,
  - les radiolaires actinopodes, qui sont des protozoaires marins avec un squelette siliceux. Leur sédimentation et leur fossilisation donnent naissance à des roches telle le jaspe,
  - les héliozoaires ;
- les cnidosporidies[10] sont des parasites dont le stade initial est un germe amiboïde et le stade final une spore pourvue d'un filament évaginable ;
- les infusoaires ou infusoires ciliés[11] sont des protistes de grande taille (jusqu'à 300 μm pour la paramécie). Ils sont munis d'un macronucléus et d'un micronucléus ;
- les rhizoflagellés qui comprennent les rhizopodes et les flagellés,
  - les rhizopodes[12] constituent une superclasse de protozoaires caractérisés par leur aptitude à émettre des pseudopodes locomoteurs et préhensiles. On trouve dans cette classe les amibes, les radiolaires rhizopodes et les foraminifères,
    - les foraminifères[13] se trouvent dans les eaux marines et saumâtres, et leur test calcaire comprend plusieurs loges plus ou moins perforées comme les globigérines et les nummulites,

  - les flagellés[14] constituent une superclasse de protozoaires pourvus de flagelles qui sont des organes filiformes et contractiles qui assurent la locomotion. On trouve dans cette classe les phytoflagellés (végétaux chlorophylliens), et les zooflagellés, dont certains peuvent être de dangereux parasites comme le Trypanosome qui cause la « maladie du sommeil ».
- Les sporozoaires sont dépourvus à l'état adulte d'appareil locomoteur. Ce sont des parasites des cellules animales. Ils se répartissent entre coccidies[15] et grégarines[16].

## Systématique
Le nom valide complet (avec auteur) de ce taxon est Protozoa R.Owen, 1858.

## Intérêt des Protozoaires

### Libres
Les protozoaires libres participent à l'épuration des milieux, dépolluent les eaux en surface, fixent l'azote aux sols, et consomment les microbes de plus petite taille.

### Parasites

#### Parasites bénéfiques (vie en symbiose)
- Trichonympha (Trichonympha grandis), qui vit dans le tube digestif des termites, participe à la digestion du bois ingéré grâce à son activité enzymatique.

#### Parasites pathogènes
- Leishmania, transmise par un petit moustique, déclenche des ulcères chez l'Homme, cutanés ou organiques.
- Trichomonas vaginalis infecte le vagin des femmes et s'installe dans son utérus. Lorsqu'un homme est contaminé par voie sexuelle, ce parasite s'installe dans sa prostate.